# 東嵋站
東嵋站（：／ Dongmae yeok */?）是釜山地鐵1號線沿線的一座地下車站，位於大韓民國釜山廣域市沙下區新平洞。

## 車站結構
站體為2面2線側式月台的地下車站，候車月台設有月台幕門，並有6處出口。

### 月台配置
| 長林 ↑ |
| \| 上  |
| ↓ 新平 |

| 月台 | 路線               | 目的地                       |
| ---- | ------------------ | ---------------------------- |
| 上行 | ●釜山都市铁道1号线 | 多大浦海水浴場方向           |
| 下行 | ●釜山都市铁道1号线 | 釜山站、西面、東萊、老圃方向 |

## 歷史
- 2017年4月20日：1號線多大浦延伸線開通，開始營業[1][2][3]。

## 車站周邊
- 新平・長林產業園區
- 沙下消防署
- 誠一女子高校
- 新平綜合市場
- 江東醫院
- 釜山精神病院
- 韩亚银行新平分行
- 友利銀行新平洞分行
- NH農協銀行（朝鲜语：NH농협은행）新平洞分行
- 中小企業銀行新平洞分行
- 樂天瑪特沙下店

## 圖片

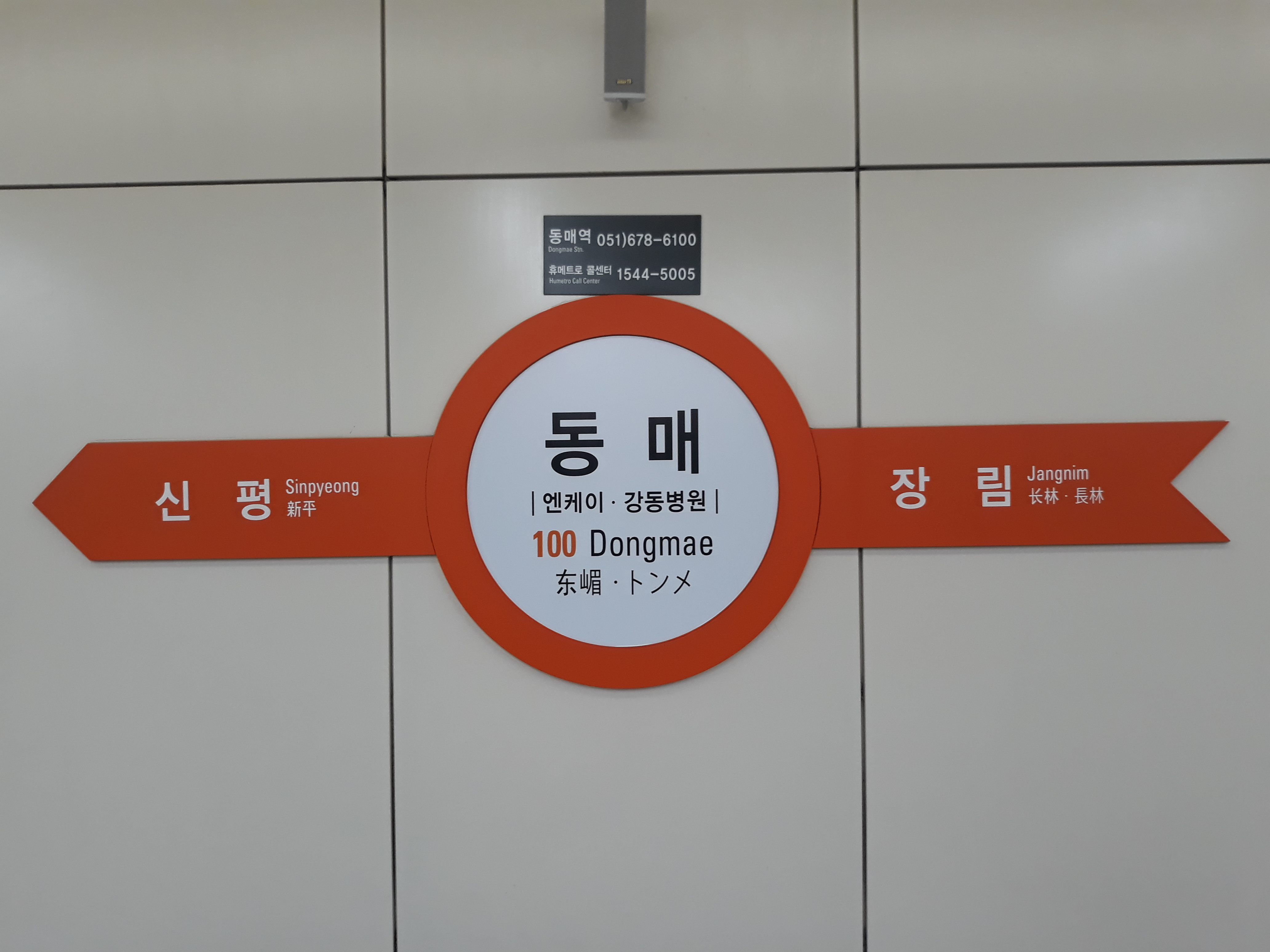
站名牌
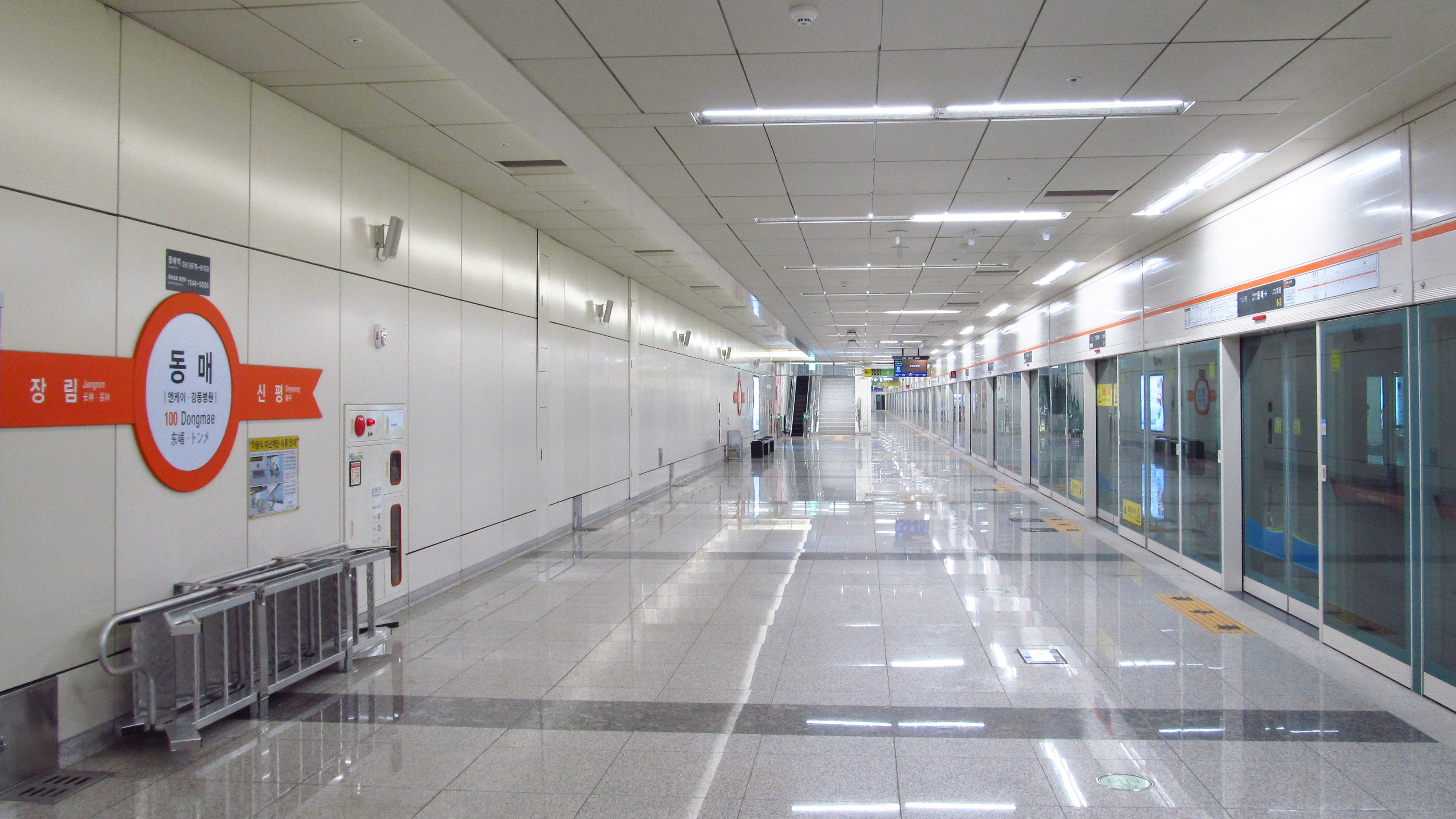
候車月台
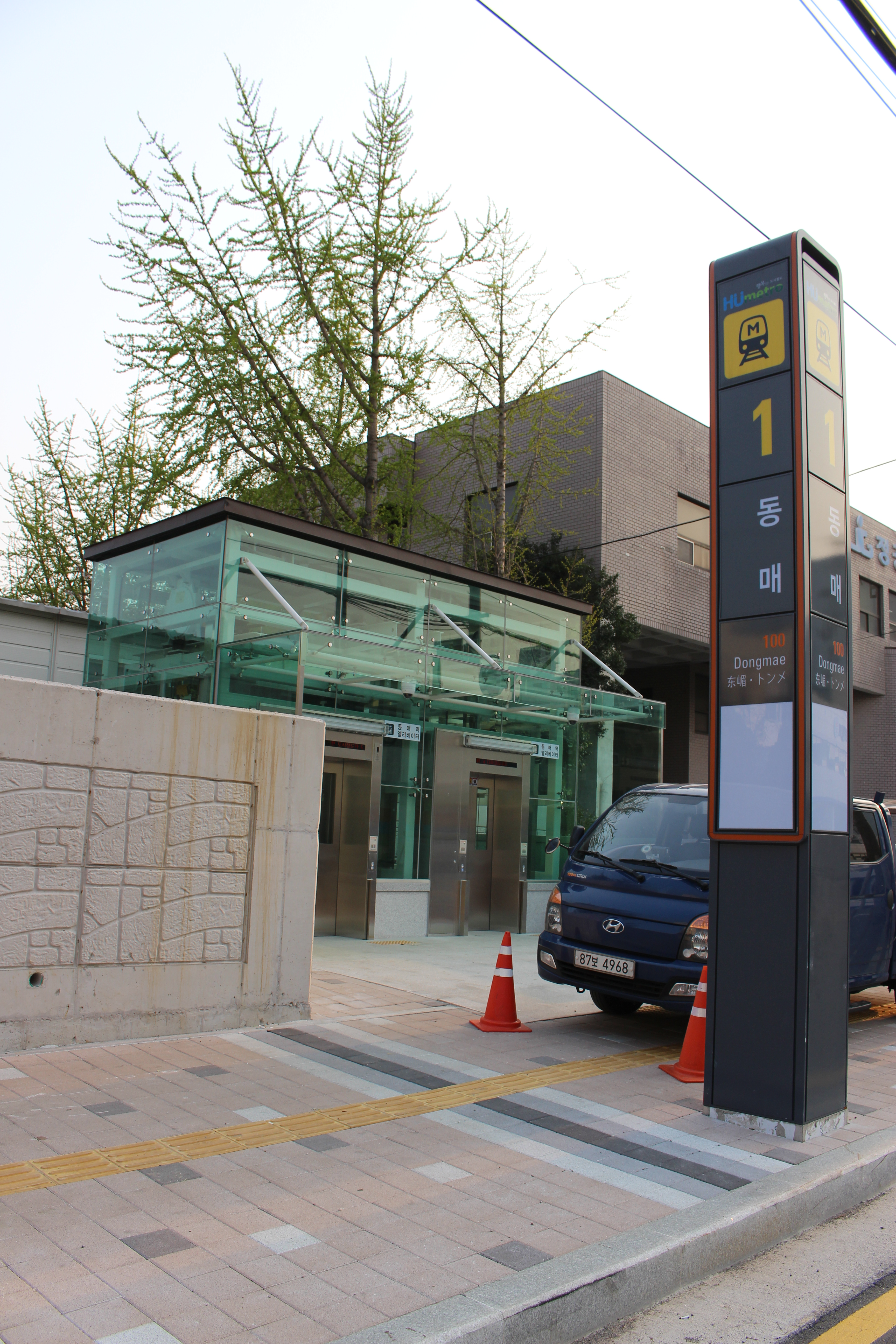
1號出口
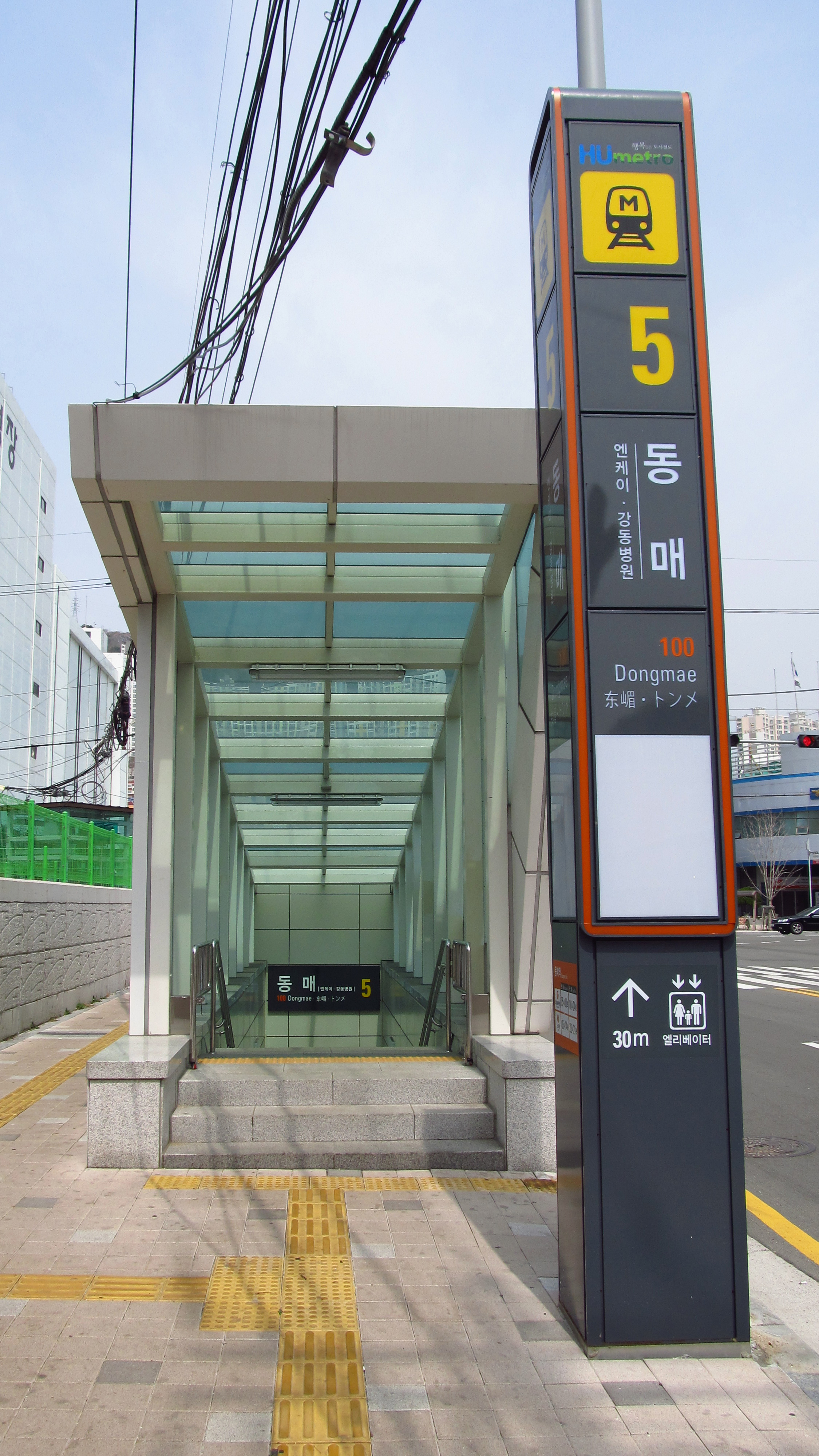
5號出口

## 相鄰車站
釜山交通公社
●釜山都市铁道1号线
長林（099）－東嵋（100）－新平（101）